# Razzaqov
Isfana (en kirghiz et en russe : Исфана) est une ville de la province de Batken, au Kirghizistan. Sa population s'élevait à 18 244 habitants en 2009.

## Géographie
Elle est située à l'extrême sud-ouest du pays, à 542 km de Bichkek, la capitale. Entourée par de hautes montagnes et par le Tadjikistan sur trois côtés, la ville et les villages voisins sont en grande partie coupés du reste du Kirghizistan, ce qui rend la vie très difficile.

## Histoire
Le mot isfana viendrait de l'ancien mot aspanakent, qui signifie « la terre des chevaux ». La fondation d'Isfana remonte au XVIe siècle.
À l'époque soviétique, il y avait plusieurs établissements industriels dans la ville, mais tous ont fermé après la dislocation de l'Union soviétique et des difficultés économiques qui s'ensuivirent au Kirghizistan. Aussi de nombreux habitants ont ils émigré, notamment en Russie, au Kazakhstan et en Ouzbékistan.
Isfana a le statut de ville depuis 2001.

## Population
Recensements (*) ou estimations de la population  :
| 1979* | 1989*  | 1999*  | 2010*  | 2013   |
| ----- | ------ | ------ | ------ | ------ |
| 9 629 | 13 193 | 15 910 | 18 244 | 19 300 |

## Éducation
Isfana compte plusieurs établissements d'enseignement secondaire, dont deux lycées : le lycée ouzbek portant le nom d'Ousman Imanqulovitch Matkarimov et le lycée no 1. Pour le supérieur : l'académie d'économie d'Isfana, une filiale de l'Académie d'économie de Bichkek.